# DANA (artillería)

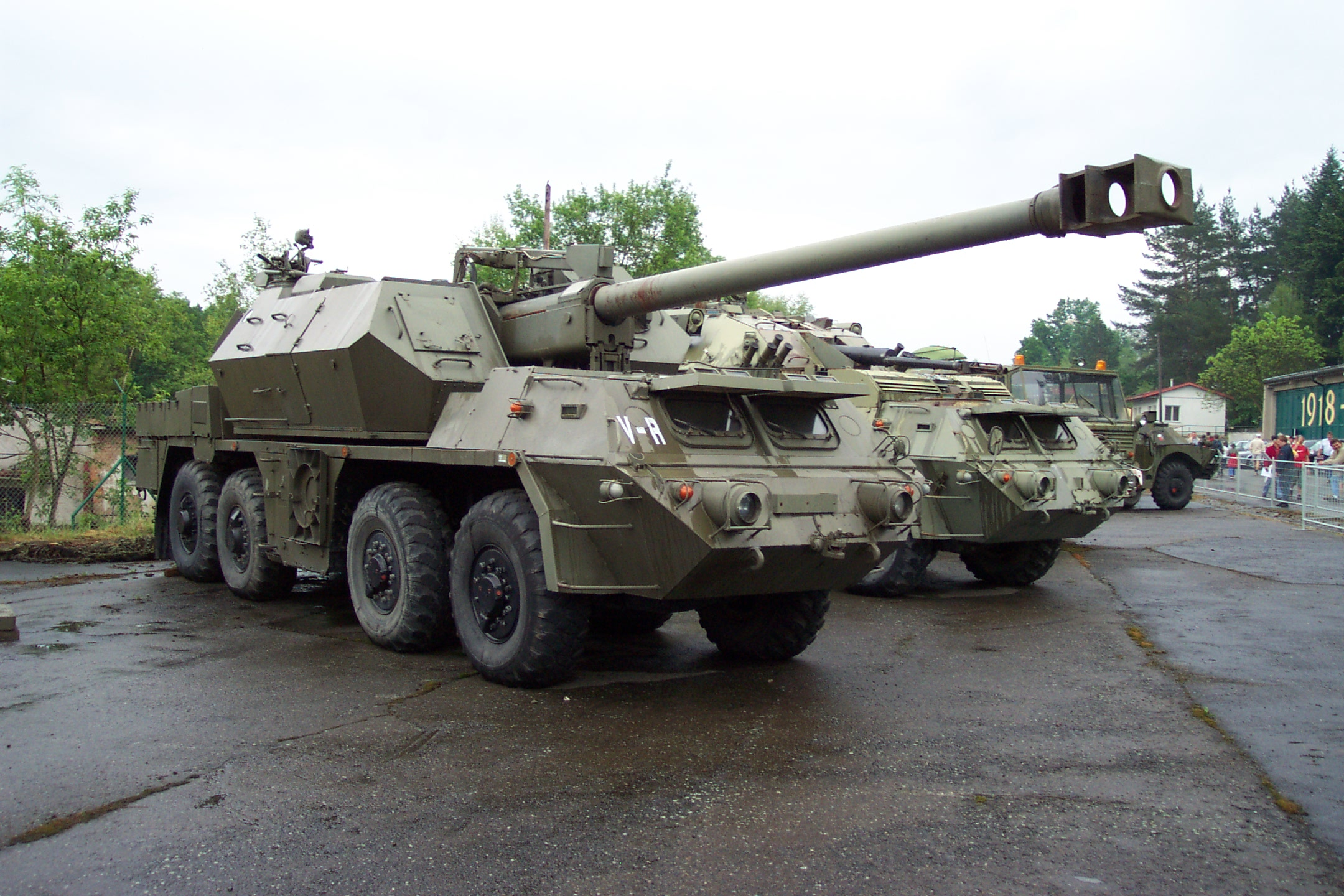
DANA

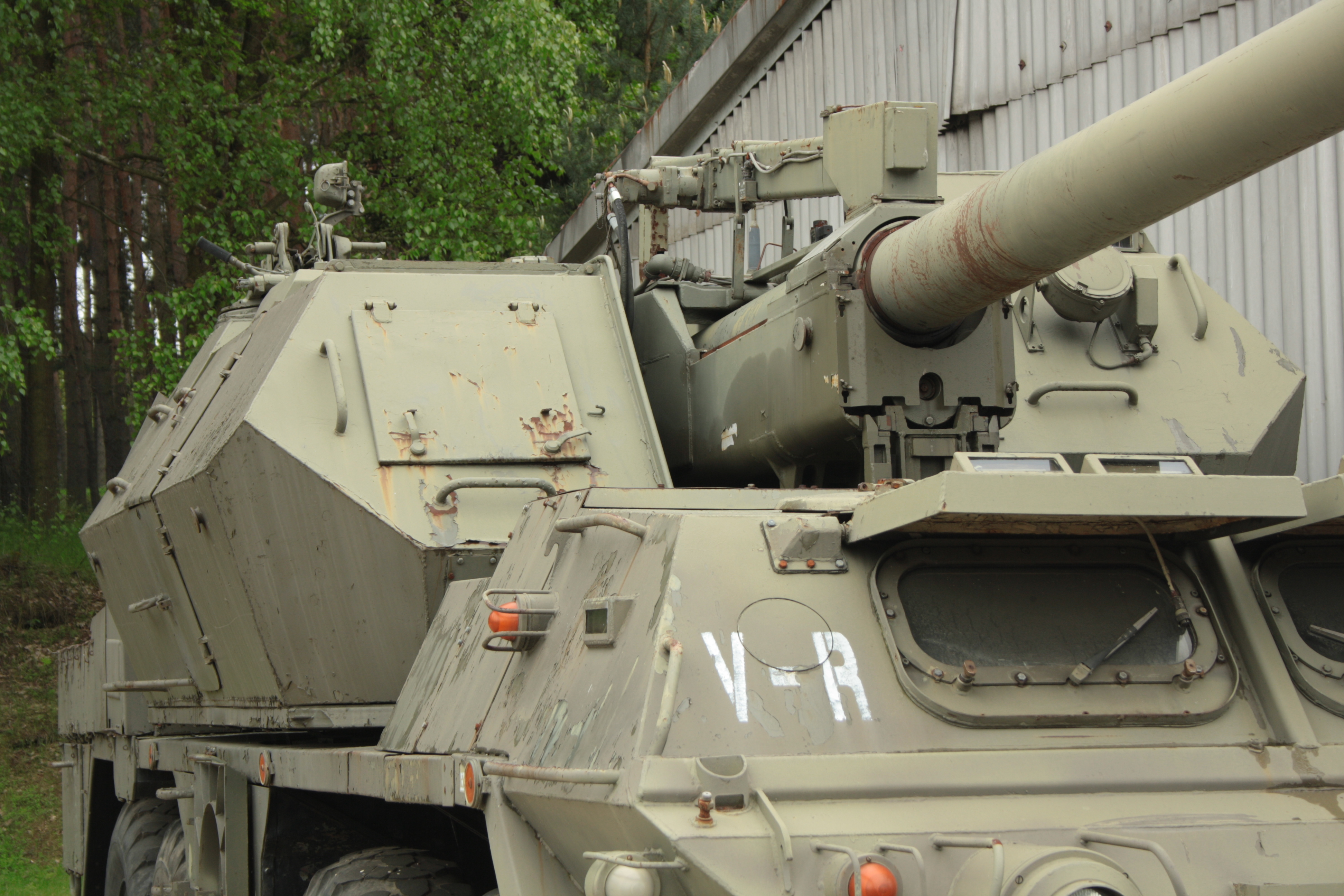
Vista de detalles

El DANA es una pieza de artillería autopropulsada de origen checoslovaco con una armadura con ruedas. El acrónimo significa Dělo Automobilní Nabíjené Automaticky, en español: vehículo autopropulsado con autocargador. El arma autopropulsada es utilizada actualmente por la República Checa, Eslovaquia, Polonia, Georgia y Libia.

## Vehículo
DANA es una montura autopropulsada en un bogie. En 1980, el vehículo se presentó por primera vez en público. Aunque el calibre de 152 mm era el estándar del Pacto de Varsovia, el Ejército Popular de Checoslovaquia siempre estaba ansioso por producir sus propios vehículos y no depender de las importaciones de armas soviéticas. Los requisitos correspondían al campo de batalla en el que DANA debía llevar a cabo posibles batallas. Dado que el Pacto de Varsovia provenía de una guerra en una infraestructura de Europa central bien desarrollada, se eligió el vehículo de ruedas como base. En el momento de su creación, DANA era, con mucho, el obús de tanques más rápido del mundo. Con sus ruedas, alcanza velocidades de hasta 80 km/h.

## Técnica

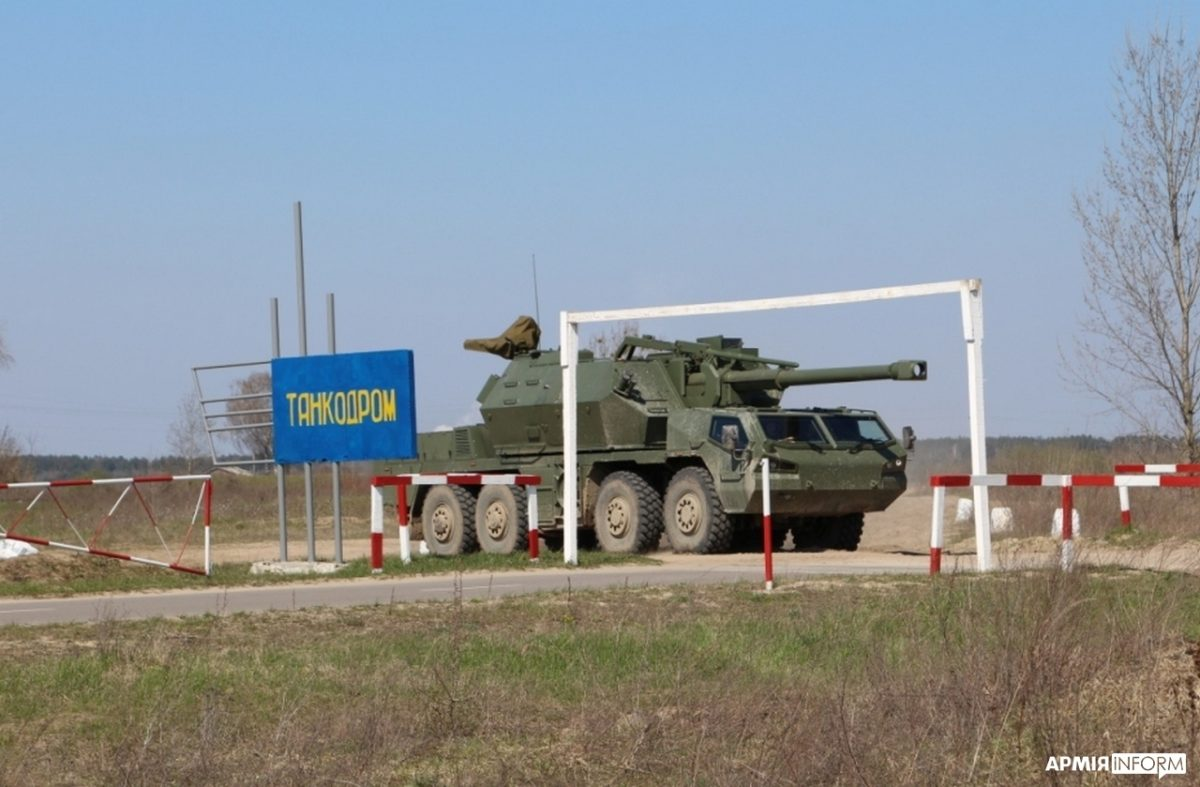
Foto publicada por el Ministerio de Defensa de Ucrania de las pruebas y evaluación del Dana-M2 (abril 2021)

La base del vehículo fue el camión Tatra 8 × 8 tipo 815. Combinó un potente motor con alta movilidad y capacidad todoterreno. En lugar de la construcción habitual, DANA recibió una torre pivotante, en la que estaba alojado el obús. Para los estabilizadores de tiro se extienden, lo que le da estabilidad adicional al vehículo. DANA tiene una ametralladora de 12.7 mm montada en la torre para combate cuerpo a cuerpo y defensa antiaérea. DANA está completamente blindado, con la armadura diseñada solo contra el efecto astilla y armas de mano.

## Datos técnicos
Datos de parámetros
- Calibre 152 mm
- Peso 29 500 kg
- Longitud 10.50 m
- Ancho 3.00 m
- Altura 2.85 m
- Campo de prácticas 600 km

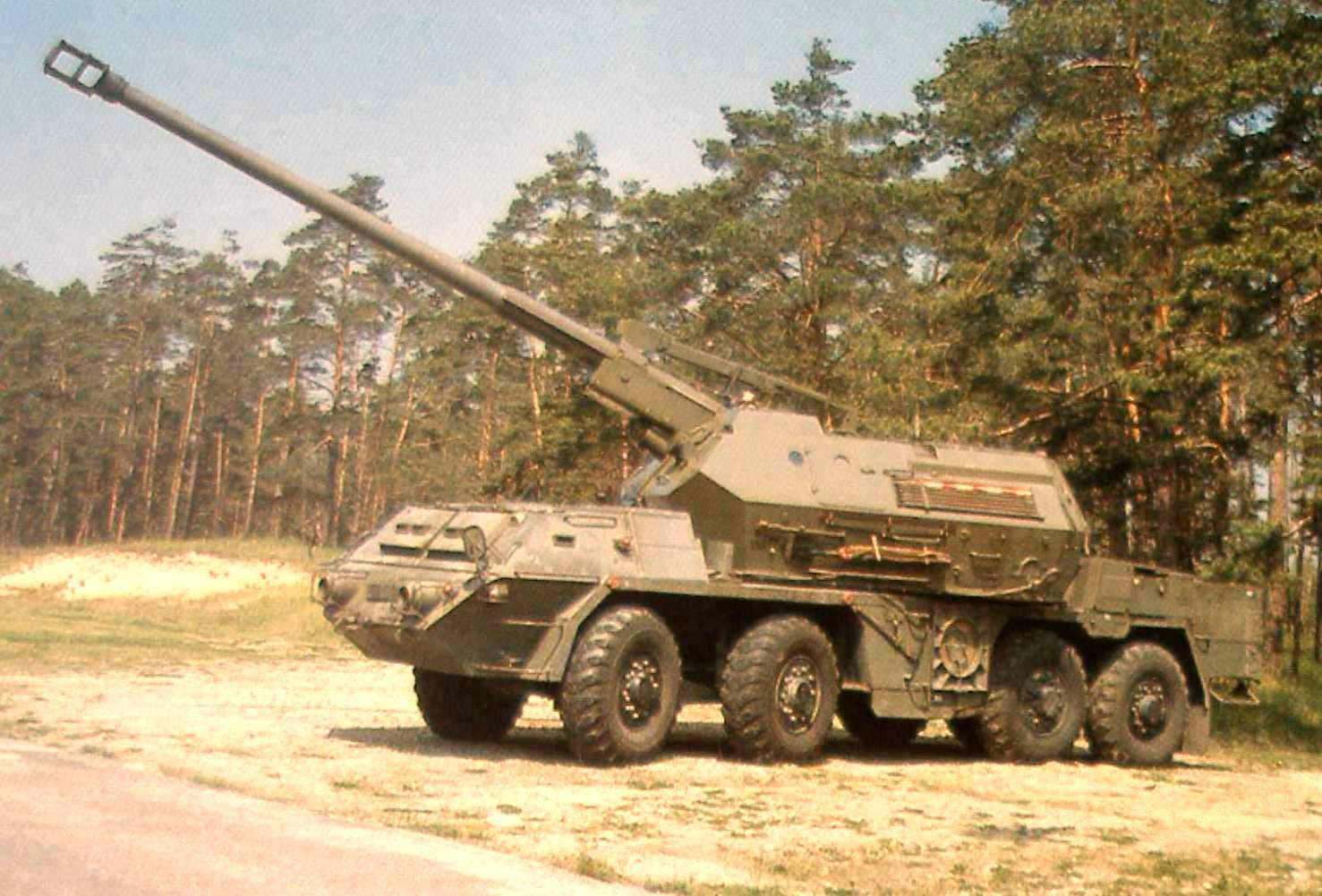
DANA Ejército de la república eslovaca

- Motor diesel Tatra V-12 con 345 hp
- Velocidad máxima 80 km/ h
- Tripulación de 5